# 切爾克西
46°4′36″N 30°12′36″E / 46.07667°N 30.21000°E
切爾凱西（烏克蘭語：Черкеси）是位於烏克蘭西南部的村莊，由敖德萨州裡比爾霍羅德-德涅斯特羅夫斯基區的沙博市鎮負責管轄。該村始建於1824年，面積0.75平方公里，2001年人口302，人口密度每平方公里402.67人。